# Johanne Gomis
Johanne Gomis, coniugata Halilović (Nogent-sur-Marne, 11 luglio 1985), è una cestista francese.

## Carriera
Con la Francia ha disputato i Campionati mondiali del 2010.